# Gueznaya (tribu)
Gueznaya, Gzenaya o Igzenayen (en rifeño: ⵉⴳⵣⵏⴰⵢⵏ) es el nombre de una tribu bereber rifeña de la región del Rif en la parte noreste de Marruecos. A esta tribu pertenecen ciudades como Aknoul, Ajdir Gzenaya y Ain Hamra. También se pueden encontrar muchos Igzenayen en ciudades como Tánger, Taza y Mequinez.

## Etimología
Esta tribu, los Gzenaya o Igzennayen, tiene sus orígenes en las grandes tribus Sanhaya de la Edad Media, que se asentaron en amplias zonas del norte de Marruecos a partir del siglo VIII.  Los nombres Igzennayen e Iznayen son por tanto una distorsión del original Iznaghen.

## Historia
Gzenaya ocupa un lugar importante en la historia de Marruecos, teniendo sus orígenes en las grandes tribus medievales Sanhaja. 
En el siglo XVII fueron una de las tribus rifeñas que reconstruyeron la ciudad de Tánger: el suburbio de 'Gueznaya' aún hoy alude a su importante papel en ello. 
Los Igzennayen suministraron armas desde territorio francés a las tropas de Mohammed Abdelkrim El Khattabi. Esta tribu libró una gran batalla contra los franceses. Los Igzenayen eran conocidos por su valentía y los ataques sorpresa organizados que llevaban a cabo regularmente contra los franceses.
La tribu es más conocida por el "triángulo de la muerte" durante las batallas anticoloniales lideradas por el Ejército de Liberación Nacional en la década de 1950. La mayoría de los combatientes provenían de la feroz tribu Gzenaya. Esta accidentada región en el corazón del Rif, al norte de Taza, fue apodada por la prensa francesa como el "Triángulo de la Muerte” (Aknoul, Boured, Tizi Ousli) por los combates extremadamente violentos. Ni la fuerza aérea ni los tanques franceses pudieron intervenir eficazmente contra los rebeldes rifeños. Asi fue como durante el protectorado, la tribu Gzenaya derrotó a Francia en octubre de 1955, por la independencia del país y el fin del protectorado.

## Geografía
Geográficamente, la región histórica de Igzenayen se extiende por las modernas provincias marroquíes de Taza, Alhucemas, Taunat y posiblemente una parte de la provincia de Driouch.
La zona es conocida por sus altas montañas (montañas del Rif), enormes valles y ríos, bosques verdes y sus aguas curativas de Ain Hamra. La geografía se caracteriza por sus altas montañas, algunas pequeñas llanuras fértiles y por un clima mediterráneo fresco.

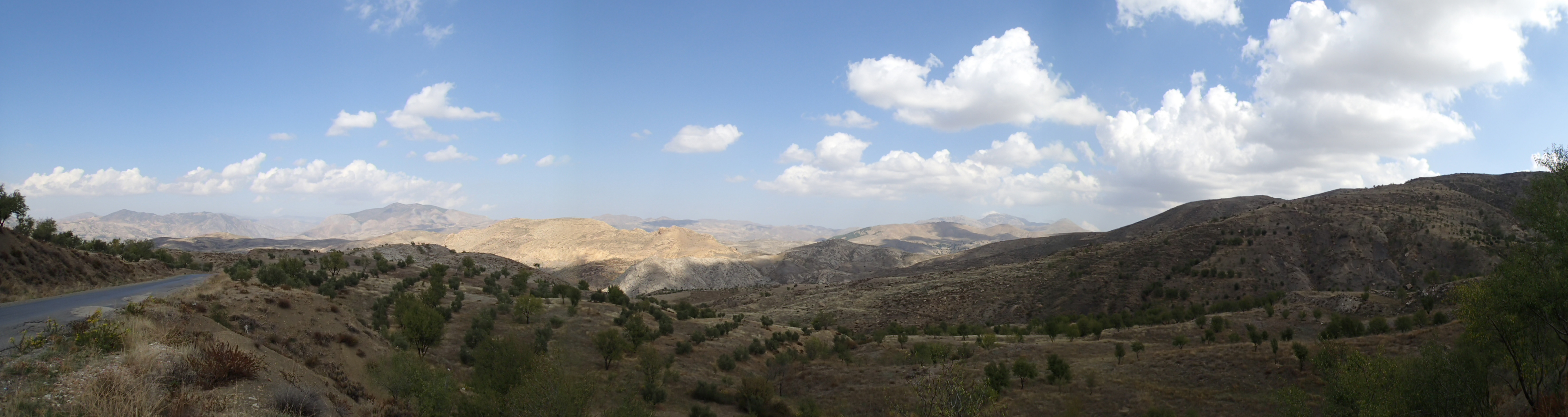
Panorama de la cordillera de Igzennayen

Algunas ciudades y pueblos notables de Gzennaya incluyen:
- Tisliouine
- Tala Tazegwaght (Ain Hamra)
- Ait aissam
- Ait Mhend
- Ajdir
- Aknoul
- Braret
- Buisri
- Burd
- Buankud
- Branda
- Dcar Azrou
- Taghirast
- Duaya
- Aarkub
- Ibakriyen
- Inehecen
- Ixewanen
- Ighbaben
- Iharkliyen
- Iharcliene
- Iharesen
- Ihdayen (Hadria)
- Ihrucen
- Ikabunen
- Ikarwan
- Inehnahen
- Ibuakbathen (sidi ali bourkba)
- Izarwalen
- Jbarna
- Tamjount
- Sabor
- Tarmest
- Tbadiwien
- Tegzratina
- Tizi w-Asri
- Tizi n Dra
- Tizi Ouasli
- Asht Aissa
- Yarwahdud
- Douar Ifzarene (Ifzan)
- Douar tighza